# Список військових кампаній Сулеймана I Пишного

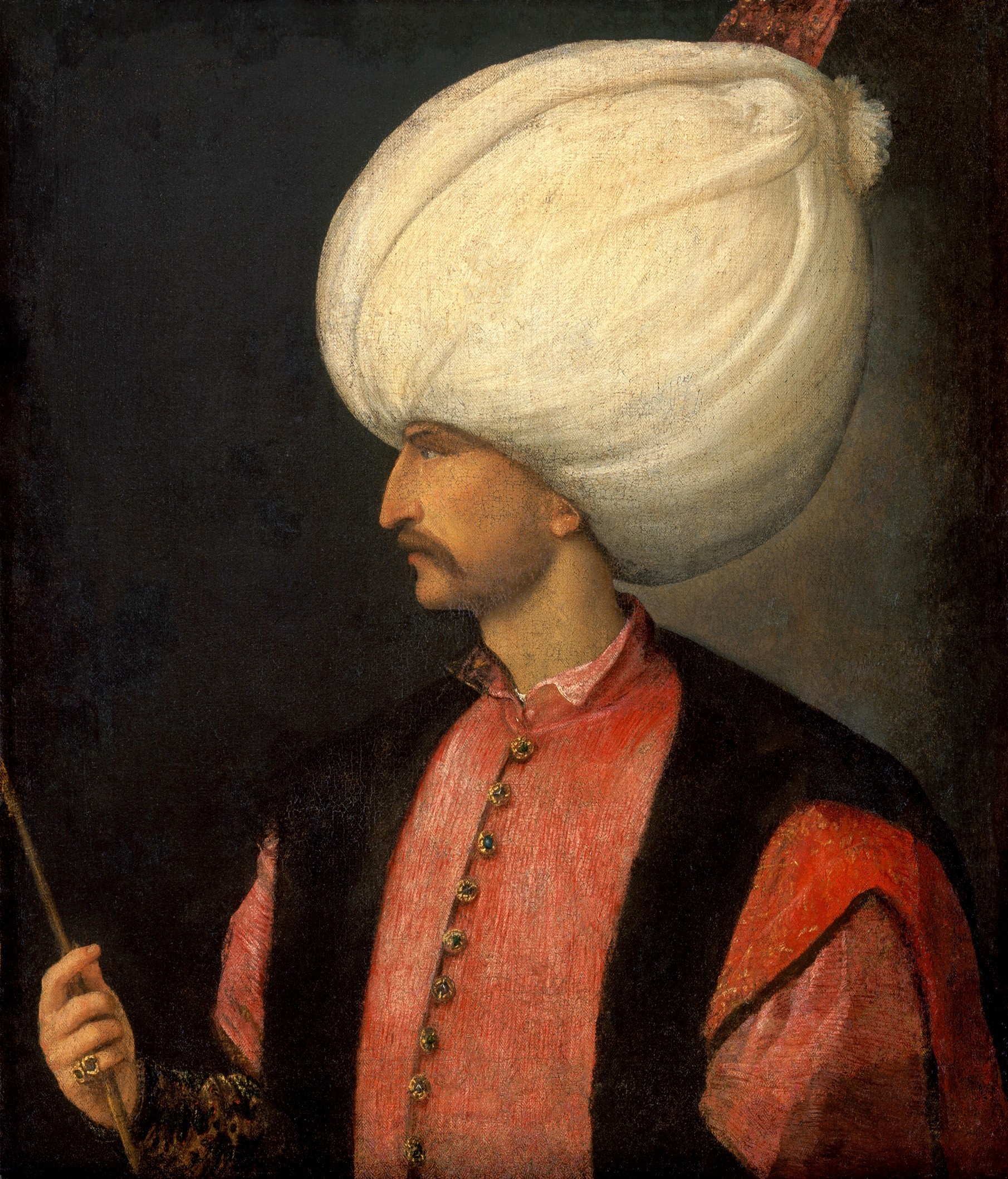
Сулейман І Пишний

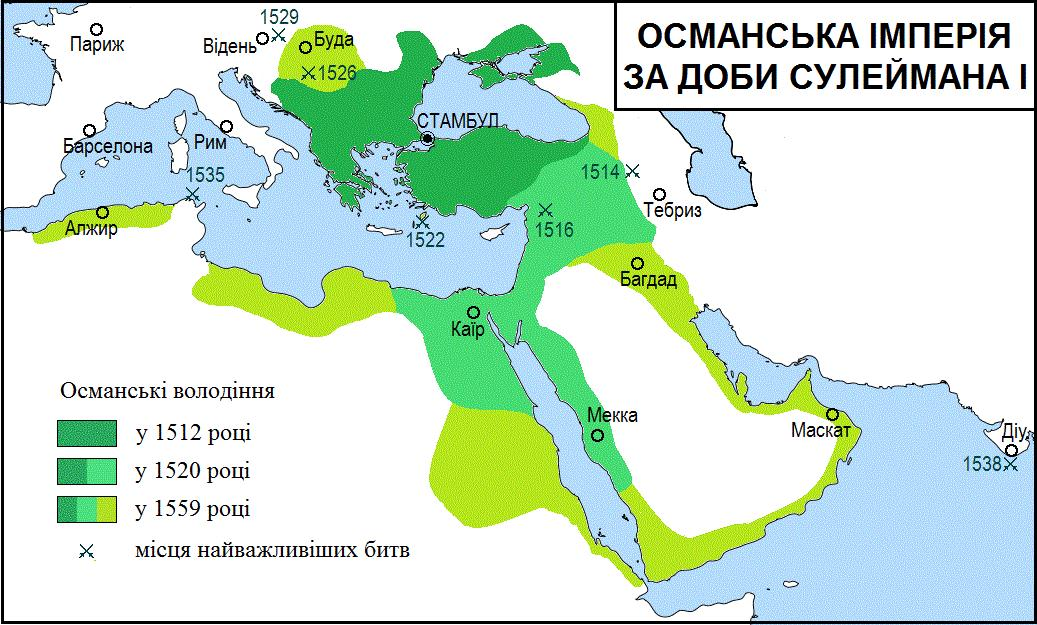
Османська імперія за Сулеймана І Пишного

У цій статті перераховано військові кампанії турецького султана Сулеймана І Пишного, які він очолював особисто. Султан Сулейман, відомий на Заході як Сулейман Пишний, а в Туреччині і на Сході як Сулейман Законодавець (Кануні), посів престол Османської імперії у 1520 році. Правив він 46 років — найдовше серед усіх турецьких султанів. За час свого правління Сулейман І очолив особисто 13 військових кампаній, направлених проти країн Європи та Близького Сходу. Загальна тривалість походів становить 10 років 3 місяці. Він зміг взяти Белград (1521), захопити Угорщину (1526), відібрати у Персії Багдад (1534) і Тебриз (1548). Сулейман І брав у облогу Відень у 1529 році, проте взяти місто не зміг. У свій останній похід султан вирушив у 1566 році. Метою кампанії було взяти угорське місто Сігетвар. Османи здобули перемогу, проте султан не дожив один день до неї. За часів правління Сулеймана Пишного Османська імперія розширила свої межі. Його держава панувала у Середземному та Чорному морях. Період його правління вважається періодом розквіту та найбільшої могутности Османської імперії.

## Кампанії
| №  | Похід                                      | Дата                                  | Зміст | Зображення |
| -- | ------------------------------------------ | ------------------------------------- | --- | ---------- |
| 1  | Белградський, або Перший Угорський похід   | червень 1521 — 28/29 серпня 1521 року | Свого часу султан Мехмед ІІ Завойовник не зміг взяти Белград. Тому Сулейман І починає підготовку до походу. Місто захищав гарнізон від 400 до 900 осіб. Проти нього виступило військо розміром від 30 до 100 тисяч осіб. У серпні 1521 року місто здалося. |            |
| 2  | Родоський похід                            | 26 червня — 20 грудня 1522 року       | Похід Сулеймана І на Родос у 1522 році є другою спробою османів заволодіти островом, який належав госпітальєрам. Влітку султан вирушив зі 100-тисячною армією на 400 суднах до Родосу. Після п'ятимісячної облоги острів капітулював. |            |
| 3  | Другий Угорський похід (битва під Могачем) | 23 квітня — 13 листопада 1526 року    | Метою походу було захоплення Угорщини. Об'єднане угорсько-чесько-хорватське військо чисельністю в 40 тисяч осіб під командуванням короля Угорщини Людовика ІІ зійшлося з 55-65 тисячною османською армією 29 серпня під Могачем. У ході битви король Угорщини був убитий. Угорщина та Хорватія були завойовані османами. Північна Угорщина залишалася за Габсбургами. В Угорщині за підтримки Сулеймана І королем обрали Яноша Запольяї, що став васалом султана.                                                                                     |            |
| 4  | Облога Відня                               | 10 травня — 16 грудня 1529 року       | Облога Відня 1529 року стала першою спробою османів завоювати Відень та всю Австрію разом з Габсбурзькими володіннями. 27 вересня турки взяти місто в облогу. Вона тривала менше місяця. На початку жовтня почалися зливи та холоди. Через хвороби та голод воїни помирали. Спроба підірвати стіни Відня порохом провалилася через дощ. 14 жовтня османська 120-тисячна армія почала відступ. Облога Відня закінчилася поразкою Османської імперії.                                                                                                   |            |
| 5  | Облога Кьосега                             | 25 квітня — 21 листопада 1532 року    | Друга спроба Османської імперії взяти Відень. Перед власне облоги Відня необхідно було взяти стратегічну угорську фортецю — Кьосег. 5 серпня почалася облога міста. Місто потужно трималося під час безперервного артилерійського вогню та 19 спроб штурму. Сулейман І не поспішав використовувати важкі гармати, очікуючи на прихід під Кьосег імператорської армії Карла V. Проте цього він так і не дочекався. Хорватський загін Ніколи Джурішіча чисельністю від 700 до 900 осіб вміло протистояв туркам. 30 серпня вони були змушені відступити. |            |
| 6  | Похід на Персію                            | 11 червня 1534 — 8 січня 1536 року    | Початковою метою походу було взяти Багдад. Облога Багдада почалася у грудні 1534 року та була вдалою. Османи змогли завоювати місто. Взяття Багдада є однією з подій османсько-перської війни 1532—1555 років та однією з найбільших перемог Сулеймана Пишного. |            |
| 7  | Облога Корфу                               | 17 травня — 22 листопада 1537 року    | Облога Корфу спричинилась до початку третьої османсько-венеційської війни. Облога проводилася разом із Францією в межах французько-османського альянсу. Османська армія взяла в облогу головні фортеці на грецькому острові Корфу, який належав Венеційській республіці - Палео-Фуріо в Корфу і Ангелокастро. Облога супроводжувалася діями на морі османського флоту на чолі з капудан-пашею (верховним адміралом) Хайр ад-Діном Барбароссою. Облога закінчилася перемогою Венеції.                                                                  |            |
| 8  | Молдавський похід                          | 9 липня — 27 листопада 1538 року      | Молдавський господар Петру IV Рареш, васал Сулеймана І Пишного, попри його заборону, напав на Поділля, що входило до складу Польського королівства, у січні 1538 року. Через такий непослух Сулейман І особисто очолив похід проти Молдавії. Петру IV втік за кордон. Османи окупували найбільші міста Молдавії. Сучаву й Бессарабію приєднано безпосередньо до Османської імперії. Новим господарем став Стефан V Лакуста. |            |
| 9  | Облога Буди                                | 20 червня — 27 листопада 1541 року    | Після смерти Яноша І Запольяї ерцгерцог Австрії Фердинанд спробував захопити Угорщину. Він взяв у облогу Буду. Оборону очолила Ізабелла Ягеллонка — дружина покійного короля й мати Яноша ІІ Жигмонда. За підтримки Сулеймана І облогу вдалося відбити. Угорське королівство було приєднано до Османської імперії. Ізабеллу Ягеллонку ж призначено регенткою Трансильванії до повноліття Яноша ІІ. |            |
| 10 | Облога Естергома                           | 23 квітня — 16 листопада 1543 року    | Сулейман І Пишний здійснив ще один похід в Угорщину, щоб відібрати фортеці, захоплені ерцгерцогом Фердинандом у 1541 році. Основним напрямком походу був Естергом. Перед облогою власне Естергома османи захопили також фортеці Секешфегервар, Шиклош та Сегед. Облога Естергома у липні-серпні 1543 року завершилася перемогою османів. |            |
| 11 | Похід на Іран                              | 29 березня 1548 — 21 грудня 1549 року | У ході османсько-перської війни шах Тахмасп І напав на османські володіння. У відповідь на це Сулейман І організував свій другий похід проти Персії. Було взято фортецю Ван, захоплено Тебриз та Західну Вірменію. |            |
| 12 | Похід на Нахічевань                        | 28 серпня 1553 — 31 липня 1555 року   | Формально похід був спрямований проти Персії, проте насправді його метою було стратити шехзаде Мустафу, якого Сулейман І підозрював у зрадництві. Після його страти у таборі поблизу Ереглі 6 жовтня 1553 року похід продовжився. У 1554—1555 роках було захоплено раніше втрачений Ерзурум. Вдалося втримати Багдад. Похід завершив 21-річну османсько-перську війну: 29 травня 1555 року було підписано Амасейський мир, за яким Османська імперія приєднувала Західну Вірменію та Багдад.                                                          |            |
| 13 | Облога Сігетвара                           | 1 травня — 6 вересня 1566 року        | Похід розпочав нову османсько-австрійську війну. Попри те, що султан важко хворів на подагру, він наважився на похід. Взято в облогу місто Сігетвар. За умов походу Сулейман І помер 6 вересня 1566 року. Наступного дня османи взяли Сігетвар. |            |

## Вороги Сулеймана І Пишного

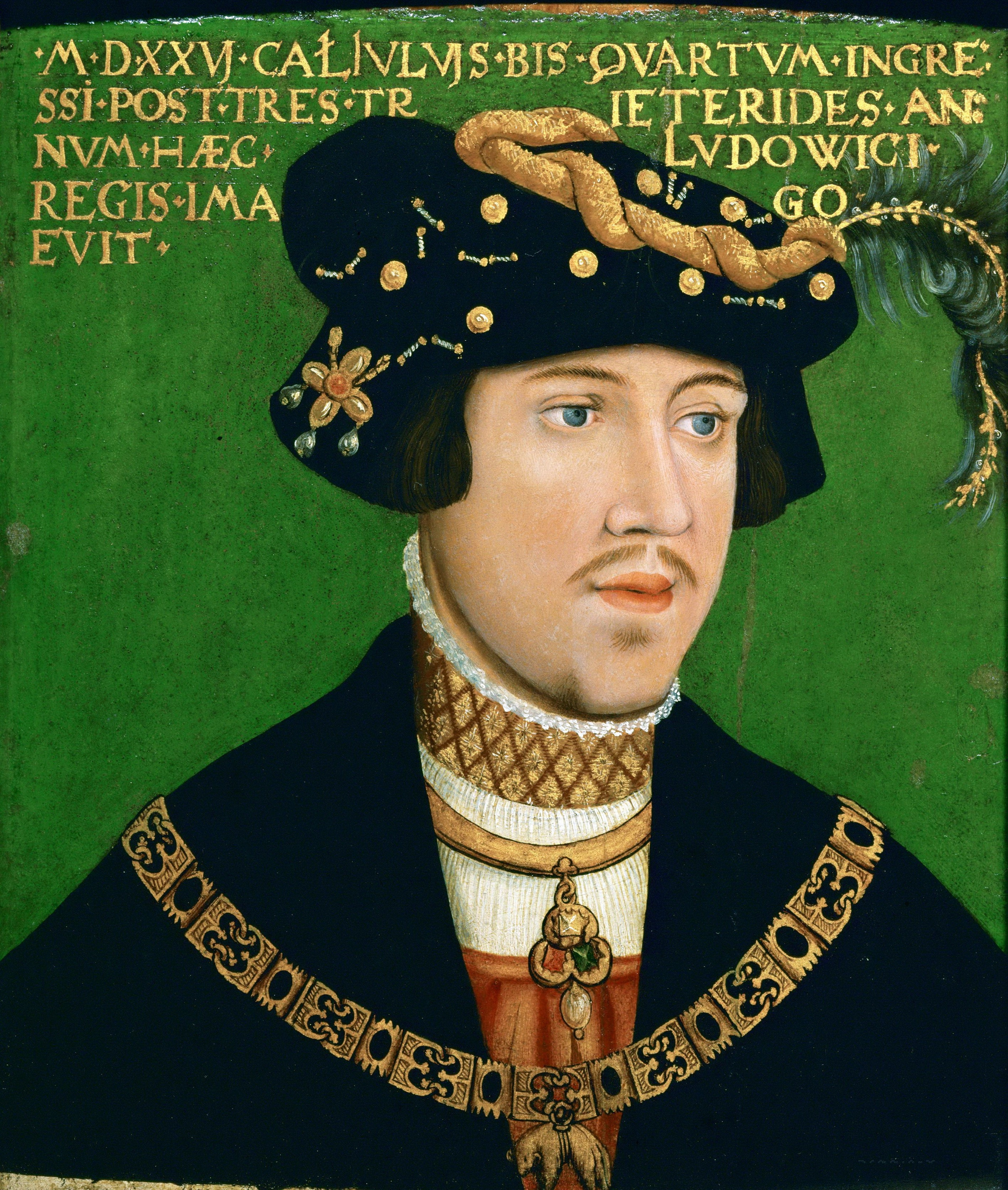
Людовик ІІ Угорський
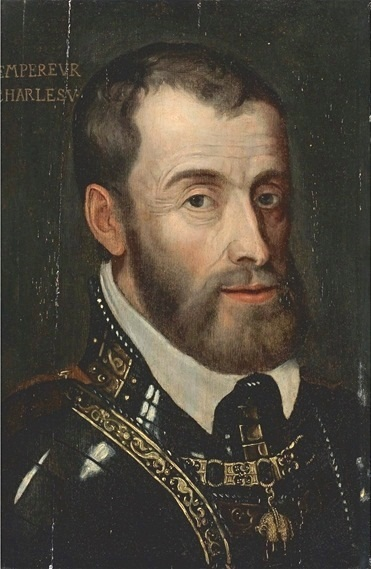
Карл V Габсбург
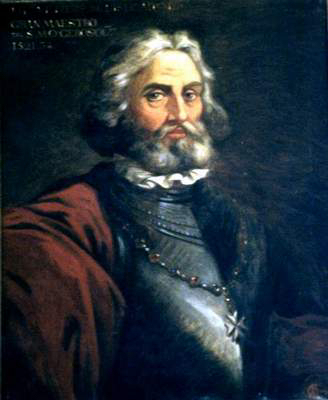
Філіпп де Вільє де л'Іль-Адам
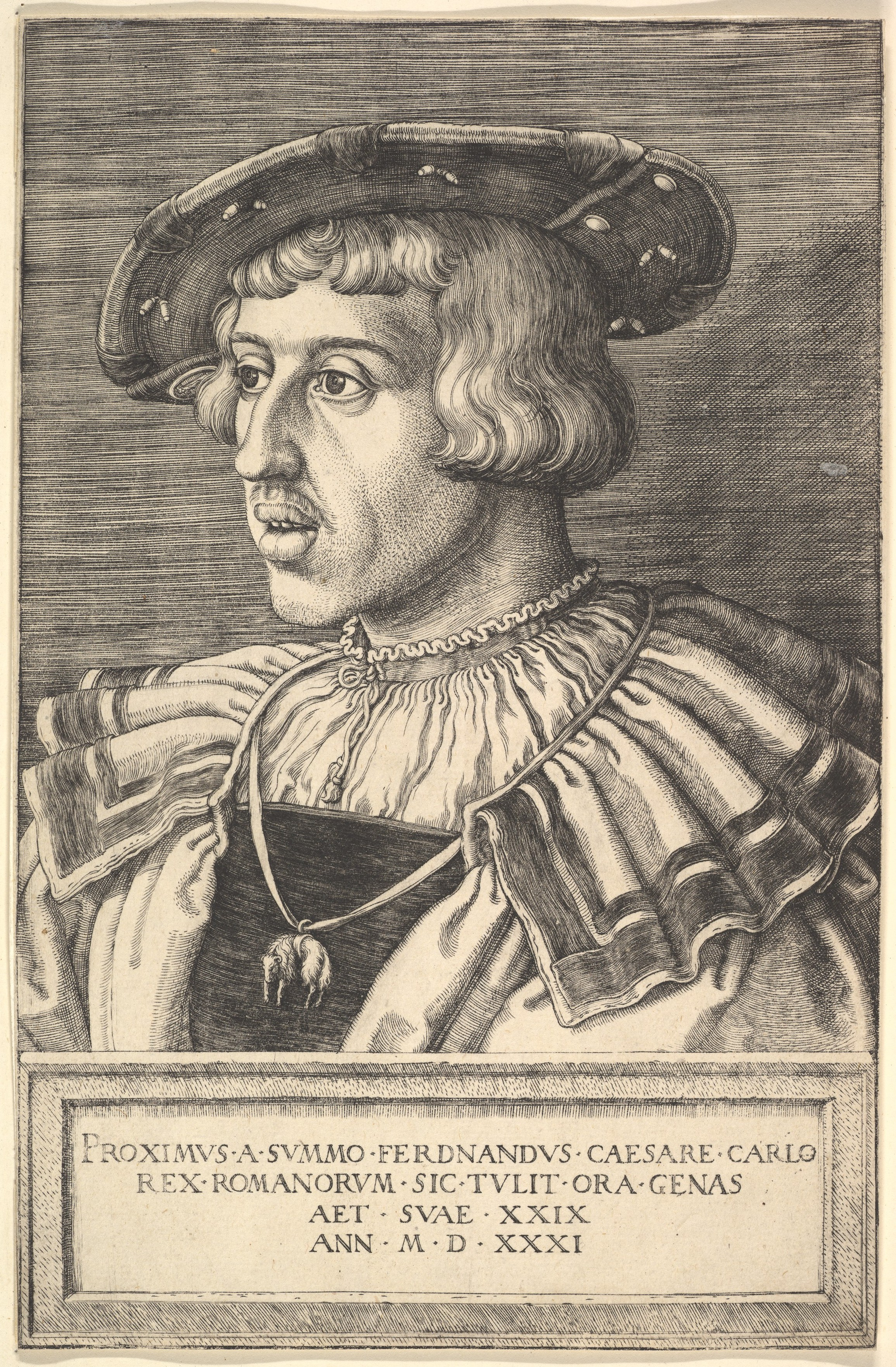
Фердинанд І Габсбург
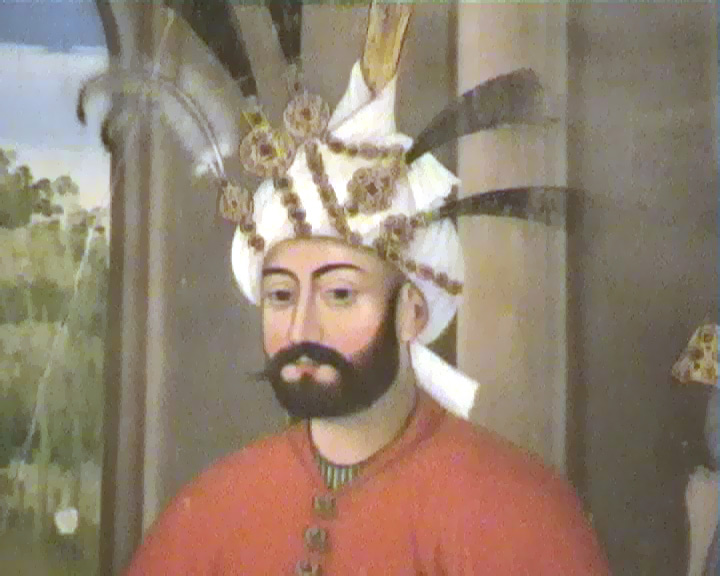
Тахмасп І
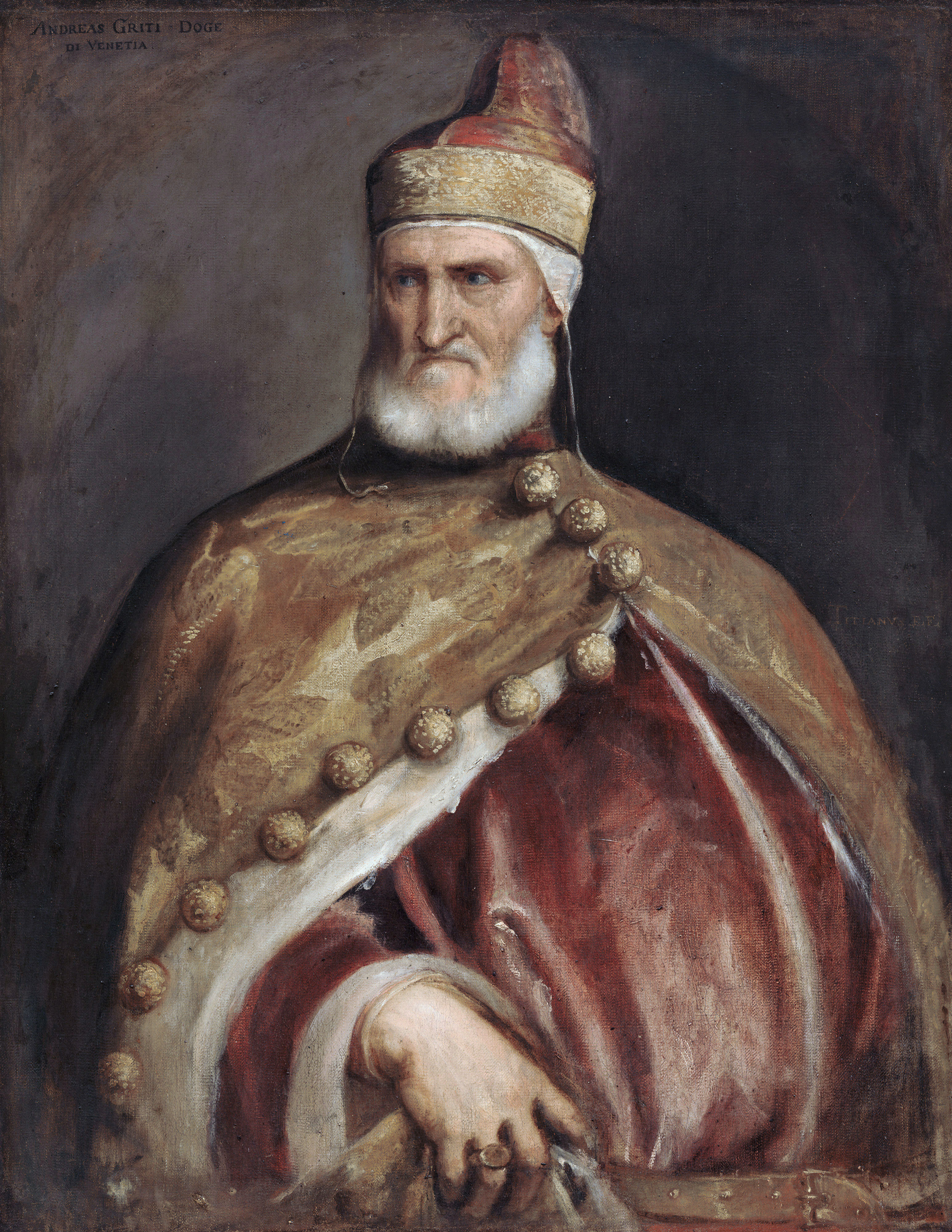
Андреа Грітті
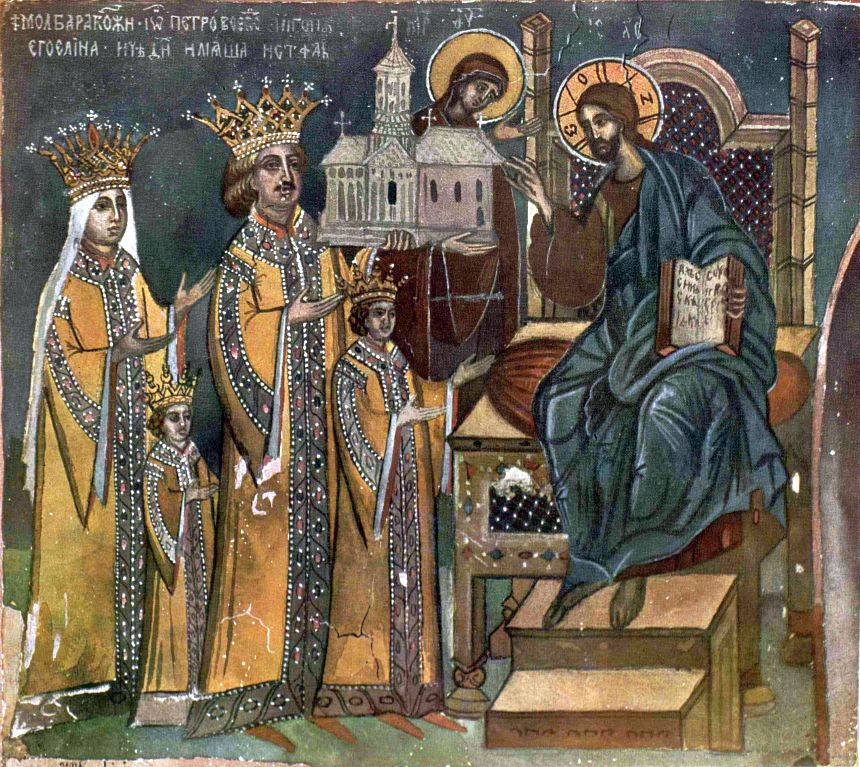
Петру IV Рареш
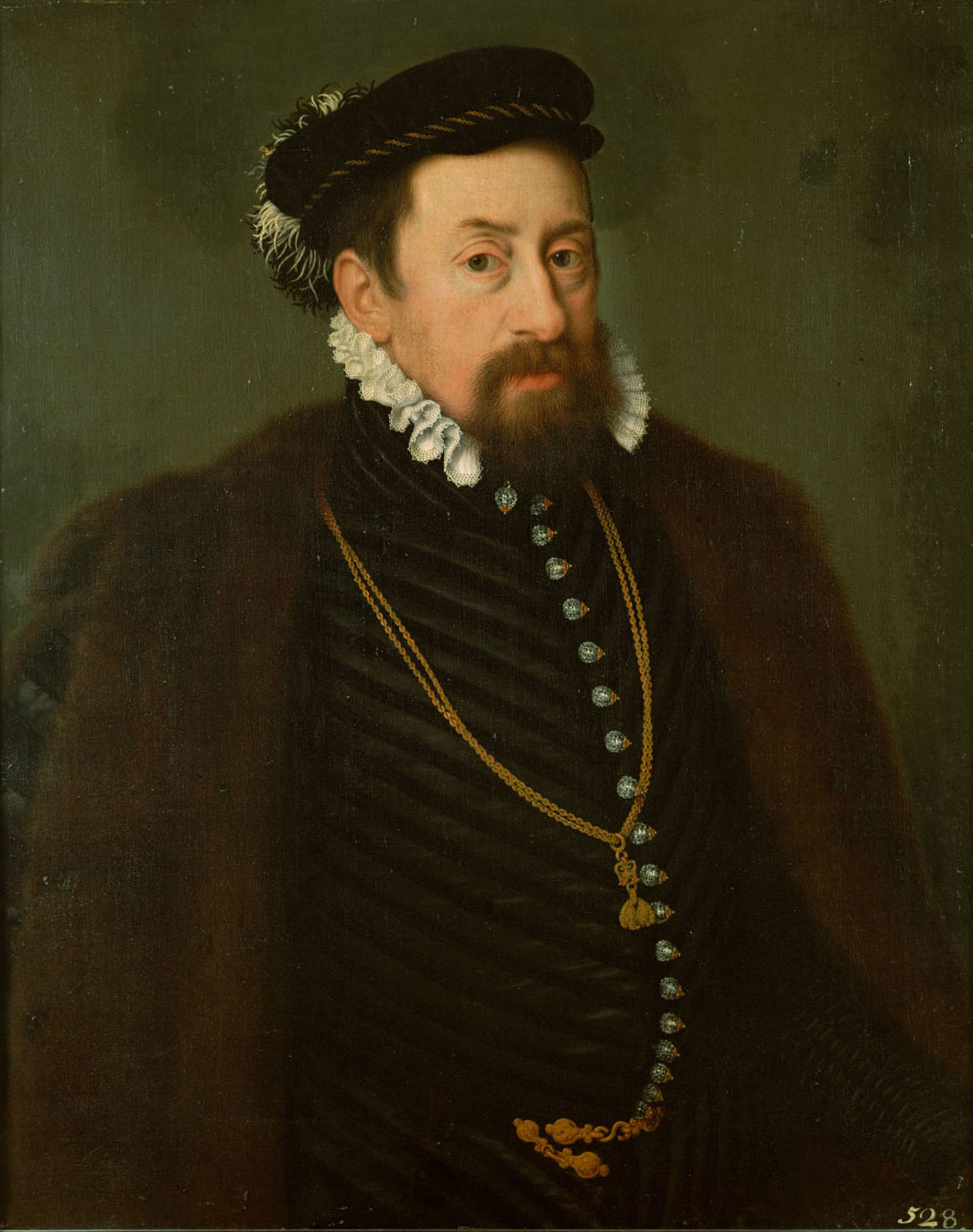
Максиміліан II Габсбург